# Zwaard van Beaune

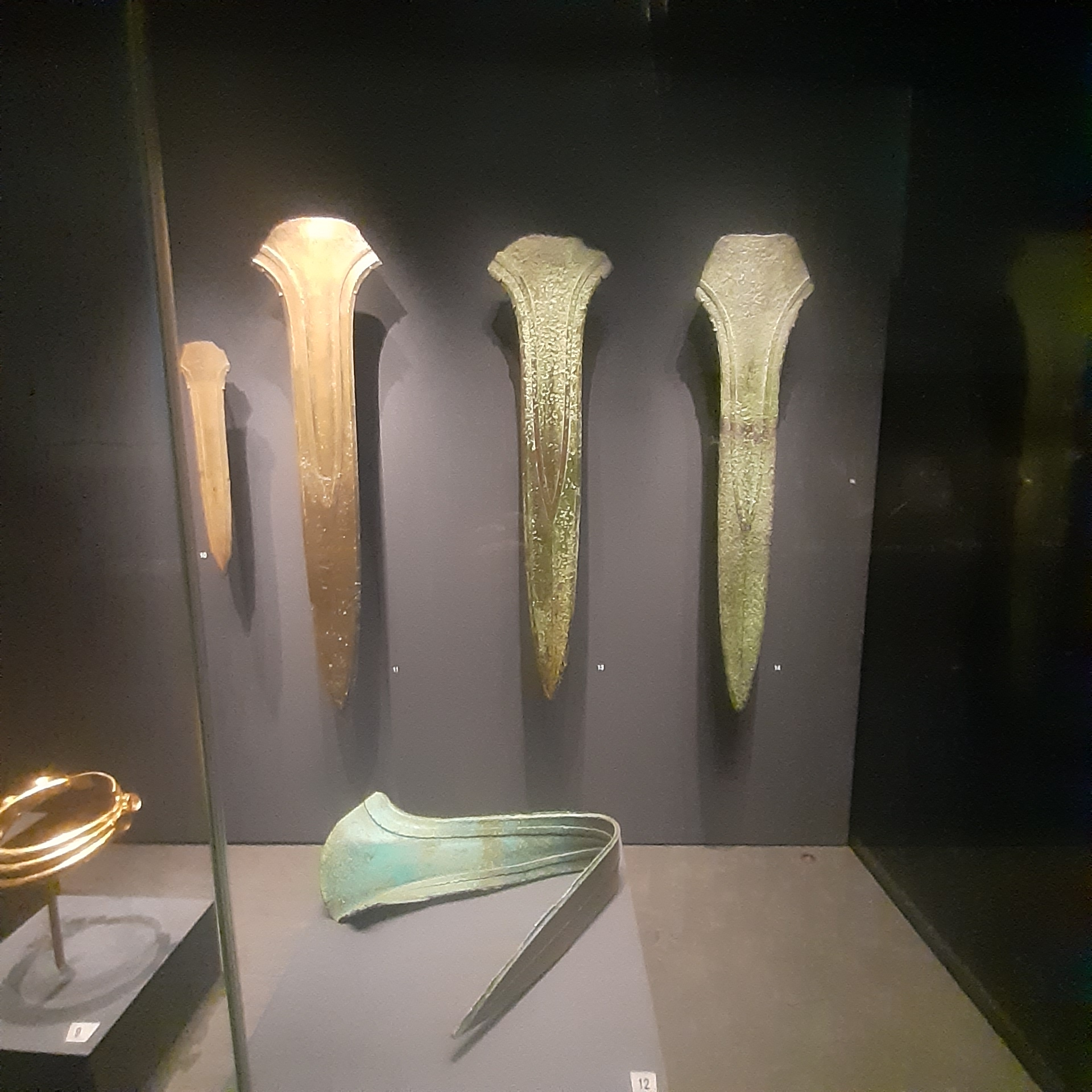
Het bronzen zwaard van Beaune (r.)

Het zwaard van Beaune is een artefact uit de midden-bronstijd. Het zwaard werd in Beaune in Frankrijk gevonden, en is gedateerd op 1500-1350 v.Chr. 
Het zwaard van Beaune is een bronzen zwaard met een breed gevest en een brede middenrib. Het zwaard heeft dezelfde stijl als kleinere dolken (zoals de dolk die in Kimberley (Norfolk) werd gevonden).  Met een lengte van 68,1 cm en een gewicht van 1,9647 kilogram is het echter te log om als wapen te gebruiken en het wordt daarom vermoed dat het een ceremoniële functie had. Het oppervlak van het blad is pokdalig en de patina is middelgroen tot lichtgroen. Er loopt een donkere band door het blad, en afgaande op verschillen in kleur, patina, profiel en metaalsamenstelling lijken de aanzet tot de greep en het onderste bladgedeelte niet origineel te zijn. 
Het zwaard werd gevonden in de negentiende eeuw. De Engelse archeoloog en dominee William Greenwell (1820-1914) kocht het zwaard voor zijn privécollectie. De volgende eigenaar, John Pierpont Morgan, schonk zijn verzameling in 1909 aan het British Museum.
In totaal heeft men in Nederland, Frankrijk en Engeland zes van zulke zwaarden gevonden. Deze worden de Plougrescant-Ommerschans zwaarden genoemd, naar de eerste twee vindplaatsen.
De andere vijf zwaarden zijn:
- Zwaard van Plougrescant
- Zwaard van Ommerschans
- Zwaard van Jutphaas
- Zwaard van Oxborough
- Zwaard van Rudham